# Municipio de Northland (condado de St. Louis)
El municipio de Northland (en inglés: Northland Township) es un municipio ubicado en el condado de St. Louis en el estado estadounidense de Minnesota. En el año 2010 tenía una población de 169 habitantes y una densidad poblacional de 1,84 personas por km².

## Geografía
El municipio de Northland se encuentra ubicado en las coordenadas 47°3′44″N 92°28′49″O / 47.06222, -92.48028. Según la Oficina del Censo de los Estados Unidos, el municipio tiene una superficie total de 91.69 km², de la cual 89,98 km² corresponden a tierra firme y (1,86 %) 1,71 km² es agua.

## Demografía
Según el censo de 2010, había 169 personas residiendo en el municipio de Northland. La densidad de población era de 1,84 hab./km². De los 169 habitantes, el municipio de Northland estaba compuesto por el 97,63 % blancos, el 0,59 % eran amerindios, el 1,18 % eran asiáticos y el 0,59 % eran de una mezcla de razas. Del total de la población el 0 % eran hispanos o latinos de cualquier raza.